# Gräfenberg, Forchheim
Gräfenberg là một thị xã ở huyện Forchheim, trong bang Bayern, nước Đức. Đô thị Gräfenberg, Forchheim có diện tích 37,88 km², dân số thời điểm 31 tháng 12 năm 2006 là 4073 người. Thị xã này có cự ly 16 km về phía đông nâm Forchheim và 25 km về phia đông bắc Nuremberg.